# Boing (Francia)
Boing fue un canal de televisión por suscripción francés dirigido a niños y adolescentes, lanzado el 8 de abril de 2010. Es propiedad total de Warner Bros. Discovery. Utiliza la marca internacional Boing utilizada en otros países del mundo.
Boing se lanzó el 4 de abril de 2010 como un bloque en Gulli y como un canal el 8 de abril de 2010.
Entre el 3 de septiembre de 2011 y el 5 de julio de 2013, Boing emitió un bloque de la marca Cartoonito, dejó de emitirse 5 días después del cierre de Cartoonito España. El 3 de abril de 2023 fue reemplazado por Cartoonito.

## Programación
Su programación estaba dirigida a la familia, con programas emitidos anteriormente por Cartoon Network, Boomerang y Toonami, películas y algunos programas nuevos.